# NGC 7726
NGC 7726 este o galaxie situată în constelația Pegas. A fost descoperită în 8 august 1886 de către Lewis A. Swift. Se află la o distanță de 101,86 megaparseci de Pământ.